# Deropeltis upembana
Deropeltis upembana är en kackerlacksart som beskrevs av Pierre Jolivet 1954. Deropeltis upembana ingår i släktet Deropeltis och familjen storkackerlackor. Inga underarter finns listade i Catalogue of Life.